# Lista de atividades extraveiculares
Esta lista inclui atividades extraveiculares e lunares (EVA e moonwalk). Descreve a estadia de um astronauta fora de sua nave. Em excursões lunares, descreve a permanência dos astronautas fora da cápsula de pouso. Durante todas as atividades da espaçonave na lua, os astronautas estavam em movimento sem segurança e às vezes tão longe de seu módulo lunar que não podiam mais vê-lo (ver carro lunar). Com exceção das excursões lunares e alguns EVAs americanos, todos os cosmonautas e astronautas estavam permanentemente conectados à sua espaçonave por um cabo de segurança quando saíram.
Existem também atividades fora de bordo que podem ser realizadas sem sair da escotilha, como a EVA em pé.
Para algumas saídas, as informações em diferentes fontes se confundem. Isso se deve em parte ao fato de que na área soviética/russa as atividades de popa são calculadas da abertura ao fechamento das escotilhas, enquanto nas missões americanas de ônibus espacial como da STS-26 todo o tempo gasto no vácuo, incluindo abertura e fechamento das escotilhas, é calculado.
Alguns dos voos do ônibus espacial foram feitos para o Departamento de Defesa dos Estados Unidos. O curso exato da missão estava, portanto, sujeito à confidencialidade. É possível que durante esses voos também tenham ocorrido algumas atividades extraveiculares que não aparecem nas estatísticas oficiais da NASA.

## 1965–1969 caminhadas espaciais emoonwalks
Os horários de início e término da caminhada no espaço são fornecidos em Tempo Universal Coordenado (UTC).
| #   | Nave espacial               | Astronauta(s) | Início (UTC)                    | Fim (UTC)                       | Duração         |
| 1.  | Voskhod 2                   | Alexei Leonov | 18 de março de 1965 08:34:51    | 18 de março de 1965 08:47:00    | 0 h 12 min      |
| 1.  | Voskhod 2                   | Leonov conduziu o primeiro EVA da história. Leonov teve dificuldade de se encaixar de volta na espaçonave devido à rigidez do traje espacial no vácuo e liberou o ar de seu traje espacial para se dobrar de volta à cápsula. |                                 |                                 |                 |
| 2.  | Gemini IV                   | Ed White | 3 de junho de 1965 19:46:00     | 3 de junho de 1965 20:06:00     | 0 h 20 min      |
| 2.  | Gemini IV                   | White conduziu o segundo EVA da história e o primeiro EVA americano. White também teve dificuldade em retornar à espaçonave Gemini. Embora estivesse muito em forma e atlético, o esforço o deixou exausto. |                                 |                                 |                 |
|     |                             | |                                 |                                 |                 |
| 3.  | Gemini IX-A                 | Eugene Cernan | 5 de junho de 1966 15:02:00     | 5 de junho de 1966 17:09:00     | 2 h 7 min       |
| 3.  | Gemini IX-A                 | Um complexo trabalho de EVA foi planejado para Cernan, que envolveu sua mudança para a retaguarda da espaçonave Gemini e colocação da unidade de propulsão Astronaut , desenvolvida pela Força Aérea dos Estados Unidos. Cernan despendeu quatro a cinco vezes o esforço esperado, aumentando seu pulso para 180 batimentos por minuto. O excesso de calor e a respiração embaçaram completamente o visor de Cernan, e o EVA foi interrompido. Cernan também teve dificuldade em retornar à espaçonave e fechar a escotilha. |                                 |                                 |                 |
| 4.  | Gemini X EVA 1              | Michael Collins | 19 de julho de 1966 21:44:00    | 19 de julho de 1966 22:33:00    | 0 h 49 min      |
| 4.  | Gemini X EVA 1              | Collins realizou um EVA em pé. Em vez de sair completamente da espaçonave, Collins estendeu seu torso para fora da espaçonave para tirar fotos antes e depois do nascer do sol da cápsula. A fotografia colorida após o nascer do sol foi apenas parcialmente concluída devido à severa irritação nos olhos de Collins e do Piloto de Comando John Young. O manuseio da câmera foi difícil devido à rigidez das luvas de Collins. |                                 |                                 |                 |
| 5.  | Gemini X EVA 2              | Michael Collins | 20 de julho de 1966 23:01:00    | 20 de julho de 1966 23:40:00    | 0 h 39 min      |
| 5.  | Gemini X EVA 2              | Collins realizou um EVA umbilical. Com mais dificuldade do que o esperado, Collins coletou o pacote de coleta de micrometeoritos do exterior da espaçonave Gemini. Então, usando a unidade de manobra portátil, ele foi até próximo do Veículo Alvo Agena para coletar seu pacote de coleta de micrometeoritos. Collins então puxou o cordão umbilical para retornar e entrar novamente na espaçonave. |                                 |                                 |                 |
| 6.  | Gemini XI EVA 1             | Richard Gordon | 13 de setembro de 1966 14:44:00 | 13 de setembro de 1966 15:17:00 | 0 h 33 min      |
| 6.  | Gemini XI EVA 1             | Gordon prendeu uma corda entre o Veículo Alvo Gemini e Agena para testes de mecânica orbital posteriores. Ao fazer o anexo, sua carga de trabalho excedeu a capacidade do sistema de resfriamento do traje espacial e sua visão ficou obscurecida por um visor embaçado e suor nos olhos. As atividades planejadas foram reduzidas pelo Comandante do Piloto Conrad e Gordon retornou à espaçonave. |                                 |                                 |                 |
| 7.  | Gemini XI EVA 2             | Richard Gordon | 14 de setembro de 1966 12:49:00 | 14 de setembro de 1966 14:57:00 | 2 h 08 min      |
| 7.  | Gemini XI EVA 2             | Gordon realizou um EVA em pé, estendendo-se pela escotilha para tirar fotos astronômicas. Conrad relatou que a caminhada no espaço foi tão relaxante que os dois adormeceram por um momento após o nascer do sol. |                                 |                                 |                 |
| 8.  | Gemini XII EVA 1            | Buzz Aldrin | 12 de novembro de 1966 16:15:00 | 12 de novembro de 1966 18:44:00 | 2 h 29 min      |
| 8.  | Gemini XII EVA 1            | Aldrin realizou um EVA em pé. Aldrin tirou fotos estáticas com UV e filmes coloridos de 16 mm, coletou amostras experimentais externas e conduziu uma rotina de exercícios leves. |                                 |                                 |                 |
| 9.  | Gemini XII EVA 2            | Buzz Aldrin | 13 de novembro de 1966 15:34:00 | 13 de novembro de 1966 17:40:00 | 2 h 06 min      |
| 9.  | Gemini XII EVA 2            | A caminhada de Aldrin foi o primeiro EVA umbilical totalmente bem-sucedido, com todos os objetivos alcançados. Ele foi capaz de controlar seus movimentos e restringir sua carga de trabalho usando técnicas desenvolvidas em simulações subaquáticas de gravidade zero. Aldrin também se beneficiou das experiências dos EVAs americanos anteriores. Aldrin foi capaz de se mover pelo lado de fora da nave, implantar e recuperar vários pacotes experimentais, instalar e remover câmeras e praticar técnicas de trabalho usando uma chave de catraca. |                                 |                                 |                 |
| 10. | Gemini XII EVA 3            | Buzz Aldrin | 14 de novembro de 1966 14:52:00 | 14 de novembro de 1966 15:47:00 | 0 h 55 min      |
| 10. | Gemini XII EVA 3            | Aldrin realizou outro EVA em pé. Aldrin novamente estendeu-se para fora da escotilha para tirar fotos e repetir o experimento com exercícios leves. Os níveis de esforço durante o exercício foram comparáveis às simulações pré-vôo. Equipamentos e recipientes de resíduos de alimentos não necessários para a reentrada foram descartados da espaçonave. |                                 |                                 |                 |
|     |                             | |                                 |                                 |                 |
| 11. | Soyuz 4 Soyuz 5             | Yevgeny Khrunov Aleksei Yeliseyev | 16 de janeiro de 1969 12:43:00  | 16 de janeiro de 1969 13:15:00  | 0 h 32 min      |
| 11. | Soyuz 4 Soyuz 5             | Khrunov e Yeliseyev conduziram a primeira caminhada espacial de dois homens. Ambos os cosmonautas foram lançados na Soyuz 5, que então atracou com a Soyuz 4. Khrunov e Yeliseyev realizaram um EVA para se transferir para a Soyuz 4. Embora estivessem acopladas juntas, a Soyuz 4 e a Soyuz 5 não fizeram uma conexão interna, necessitando do EVA. Khrunov e Yeliseyev retornaram à Terra a bordo da Soyuz 4. |                                 |                                 |                 |
| 12. | Apollo 9                    | Rusty Schweickart David Scott (stand up only) | 6 de março de 1969 16:45:00     | 6 de março de 1969 18:02:00     | 1 h 17 min      |
| 12. | Apollo 9                    | Schweickart saiu da escotilha do módulo lunar, usando a mochila do sistema de suporte de vida portátil (PLSS). A mochila de Schweickart fornecia oxigênio, comunicações e resfriamento, independentemente de sua espaçonave. Scott saiu da escotilha do módulo de comando, mas permaneceu apoiado pelo módulo de comando por meio de um cordão umbilical. Os planos para que Schweickart se mudasse para a escotilha do módulo de comando foram cancelados devido ao grave enjoo espacial que ele havia sofrido no dia anterior. |                                 |                                 |                 |
| 13. | Apollo 11 Moonwalk          | Neil Armstrong Buzz Aldrin | 21 de julho de 1969 02:39:33    | 21 de julho de 1969 05:11:13    | 2 h 31 min 40 s |
| 13. | Apollo 11 Moonwalk          | Armstrong se tornou o primeiro homem a andar na lua. Aldrin o seguiu, descrevendo a Lua como "desolação magnífica"." Durante o EVA de 2 horas e meia, a equipe implantou o Early Apollo Scientific Experimental Package, recebeu uma ligação do presidente Nixon, coletou amostras de rocha e núcleo, ergueu uma bandeira dos Estados Unidos e tirou fotos. Armstrong relatou que se mover na Lua foi mais fácil do que a simulação. |                                 |                                 |                 |
| 14. | Apollo 12 Primeira moonwalk | Pete Conrad Alan Bean | 19 de novembro de 1969 11:32:35 | 19 de novembro de 1969 15:28:38 | 3 h 56 min 03 s |
| 14. | Apollo 12 Primeira moonwalk | Durante o primeiro moonwalk da Apollo 12, Conrad e Bean implantaram o conjunto de estiva de equipamento modular, coletaram e armazenaram a amostra de contingência, ergueram a folha de vento solar, coletaram amostras de núcleo e mais amostras de superfície e implantaram o Pacote de Experimentos de Superfície Lunar da Apollo. No início do moonwalk, Bean acidentalmente apontou a câmera de TV em cores para o Sol e destruiu a câmera. A comunicação com o solo durante o restante de suas caminhadas na lua tornou-se apenas por rádio. Os dois ficaram surpresos ao encontrar fotocópias de fotos da Playboy Playmate inseridas em algumas páginas de sua lista de verificação de punho, uma brincadeira feita por sua equipe de apoio. |                                 |                                 |                 |
| 15. | Apollo 12 Segunda moonwalk  | Pete Conrad Alan Bean | 20 de novembro de 1969 03:54:45 | 20 de novembro de 1969 07:44:00 | 3 h 49 min 15 s |
| 15. | Apollo 12 Segunda moonwalk  | Conrad e Bean coletaram amostras adicionais de núcleo e rocha e viajaram mais de 600 pés (180 m) para o Surveyor 3 para coletar algumas partes (incluindo a câmera de TV) do módulo de pouso robótico. Eles também recuperaram a folha de vento solar implantada em seu moonwalk anterior. |                                 |                                 |                 |